# Radu Albot
Radu Albot, né le 11 novembre 1989 à Chișinău (alors en RSS moldave, intégrée à l'URSS), est un joueur de tennis moldave.
Il est le premier Moldave à avoir participé à un tableau final d'un tournoi du Grand Chelem et le premier à remporter un titre sur le circuit ATP.
Il a remporté un titre ATP en simple et un en double.

## Carrière

### Jeunesse
Radu Albot est le fils d'un fonctionnaire au Ministère de l'Intérieur et d'une dentiste. Il commence à pratiquer le tennis à l'âge de huit ans. Durant sa jeunesse, il admire notamment Sébastien Grosjean et Marat Safin.

### Débuts
Il dispute ses premiers tournois sur le circuit Futures en Roumanie à l'été 2006. En 2007, il joue pour la première fois pour l'équipe de Moldavie de Coupe Davis, dont il devient ensuite l'un des joueurs les plus prolifiques. En 2010, il débute sur le circuit Challenger ainsi que dans un tournoi ATP lors des qualifications de l'Open de Roumanie. La même année, il inaugure son palmarès sur le circuit Futures avec un titre et deux finales perdues. En 2012, il tente pour la première fois les qualifications en Grand Chelem, s'inclinant au deuxième tour à l'Open d'Australie et à l'US Open, et il remporte son premier titre Challenger en double à Mersin.
Sur le circuit Challenger en 2013, il ouvre son palmarès en simple en Ouzbékistan, d'abord en atteignant sa première finale en mai à Karchi, où il s'incline face à Teimuraz Gabachvili, puis en septembre à Ferghana où il remporte son premier titre dans cette catégorie de tournoi. Durant cette saison, il cumule quelques victoires probantes, notamment face à Marsel Ilhan et Malek Jaziri, qu'il bat à deux reprises alors qu'ils sont mieux classés que lui, et surtout, lors d'une rencontre de Coupe Davis, le Portugais João Sousa, alors 89e mondial.

### 2014: premières participations aux tournois ATP
Lors de la saison 2014, il se qualifie pour ses premiers tournois ATP, d'abord à Chennai en janvier puis à Oeiras en avril, s'inclinant dans les deux cas au premier tour du tableau principal. En juillet, il sort à nouveau des qualifications à Båstad et élimine le Français Kenny de Schepper, 110e mondial, au premier tour du tableau principal avant de perdre contre l'Argentin Carlos Berlocq. Lors des qualifications de l'US Open, alors qu'il est 205e mondial, il bat successivement le Français Grégoire Burquier, le Hongrois Márton Fucsovics et le Britannique James Ward, tous mieux classés que lui, et devient ainsi le premier joueur moldave à intégrer le tableau final d'un tournoi du Grand Chelem. Il perd ensuite dès le premier tour contre Gilles Simon, 30e mondial.

### 2015: premier titre ATP en double
En 2015, avec Dušan Lajović, il remporte son premier titre ATP en double, lors du tournoi d'Istanbul. Il atteint ensuite les quarts de finale du double à Roland-Garros aux côtés de Lukáš Rosol et la finale du tournoi de Moscou avec František Čermák.
Son classement en simple lui permet d'intégrer directement le tableau principal d'un tournoi du Grand Chelem pour la première fois, participant ainsi à son deuxième US Open, où il s'incline au premier tour contre une tête de série, David Ferrer, en remportant toutefois le premier set.

### 2016-2018: aucune finale
En 2016, il se qualifie pour le tableau de simple de Roland-Garros en battant notamment Pere Riba et Andrey Golubev, puis il perd au premier tour en cinq sets face à Benoît Paire, tête de série no 19.
Début septembre 2018, à l'US Open, il atteint les demi-finales en double avec son partenaire Malek Jaziri. Mais ils s'inclinent contre la tête de série n°7 Łukasz Kubot et Marcelo Melo.

### 2019: premier titre ATP en simple et entrée dans le Top 40
En février 2019, il atteint les demi-finales de l'Open de Montpellier en éliminant successivement Philipp Kohlschreiber (tête de série no 5), Ernests Gulbis et Márcos Baghdatís, avant de s'incliner face à Jo-Wilfried Tsonga. Il remporte la semaine suivante son premier tournoi ATP lors du Delray Beach Open, battant en finale le Britannique Daniel Evans.
Il est demi-finaliste début juin au tournoi de Genève. Il s'incline face au Chilien Nicolás Jarry. Lors du tournoi de Roland-Garros, il est éliminé au deuxième tour par Jan-Lennard Struff, en quatre sets (62-7, 63-7, 7-64, 2-6).
Il réalise sa troisième demi-finale de l'année au tournoi de Cabo San Lucas où il vainc successivement le Serbe Janko Tipsarević, puis le Japonais Taro Daniel, puis en quart l'Australien Thanasi Kokkinakis et finit par s'incliner face à l'Américain Taylor Fritz.
À Paris-Bercy, il atteint pour la première fois les huitièmes de finale d'un tournoi Master 1000, en battant au premier tour le Géorgien Nikoloz Basilashvili et au second tour l'Italien Andreas Seppi, repêché des qualifications à la suite du forfait de Roger Federer. Il s'incline en huitièmes contre Gaël Monfils.

### Depuis 2020
Radu Albot débute mal son année 2020 et ne remporte aucun match lors des trois premiers mois de la saison.
Après l'interruption des compétitions liée à la pandémie de covid-19, il reprend la compétition à l'Open de Cincinnati où il perd au premier tour des qualifications. Il atteint ensuite les quarts de finale du tournoi de Cologne où il s'incline face à Félix Auger-Aliassime.
Repéché des qualifications à Paris-Bercy, il s'impose au premier tour face au Polonais Hubert Hurkacz, bien mieux classé que lui.
En 2023, il atteint la demi-finale du tournoi de Delray Beach, en battant notamment Tommy Paul, tête de série no 2.

## Palmarès

### Titre en simple messieurs
| No | Date       | Nom et lieu du tournoi          | Catégorie | Dotation  | Surface    | Finaliste    | Score          |          |
| -- | ---------- | ------------------------------- | --------- | --------- | ---------- | ------------ | -------------- | -------- |
| 1  | 18-02-2019 | Delray Beach Open, Delray Beach | ATP 250   | 582 550 $ | Dur (ext.) | Daniel Evans | 3-6, 6-3, 7-67 | Parcours |

### Titre en double messieurs
| No | Date       | Nom et lieu du tournoi                 | Catégorie | Dotation  | Surface      | Partenaire    | Finalistes                     | Score     |          |
| -- | ---------- | -------------------------------------- | --------- | --------- | ------------ | ------------- | ------------------------------ | --------- | -------- |
| 1  | 27-04-2015 | TEB BNP Paribas Istanbul Open Istanbul | ATP 250   | 439 405 € | Terre (ext.) | Dušan Lajović | Robert Lindstedt Jürgen Melzer | 6-4, 7-62 | Parcours |

### Finale en double messieurs
| No | Date       | Nom et lieu du tournoi               | Catégorie | Dotation  | Surface    | Vainqueurs                      | Partenaire       | Score            |          |
| -- | ---------- | ------------------------------------ | --------- | --------- | ---------- | ------------------------------- | ---------------- | ---------------- | -------- |
| 1  | 19-10-2015 | Kremlin Cup by Bank of Moscow Moscou | ATP 250   | 698 325 $ | Dur (int.) | Andrey Rublev Dmitri Toursounov | František Čermák | 2-6, 6-1, [10-6] | Parcours |

## Parcours dans les tournois duGrand Chelem

### En simple
| Année | Open d'Australie | Open d'Australie    | Internationaux de France | Internationaux de France | Wimbledon       | Wimbledon         | US Open         | US Open        |
| ----- | ---------------- | ------------------- | ------------------------ | ------------------------ | --------------- | ----------------- | --------------- | -------------- |
| 2014  | Q1               | Konstantin Kravchuk | Q1                       | James Ward               | Q1              | Martín Alund      | 1er tour (1/64) | Gilles Simon   |
| 2015  | Q2               | Matthias Bachinger  | Q2                       | Calvin Hemery            | Q1              | Kenny de Schepper | 1er tour (1/64) | David Ferrer   |
| 2016  | Q2               | James McGee         | 1er tour (1/64)          | Benoît Paire             | 2e tour (1/32)  | Bernard Tomic     | 1er tour (1/64) | Viktor Troicki |
| 2017  | 1er tour (1/64)  | Carlos Berlocq      | 1er tour (1/64)          | Jérémy Chardy            | 2e tour (1/32)  | Steve Johnson     | 3e tour (1/16)  | Sam Querrey    |
| 2018  | 1er tour (1/64)  | Márton Fucsovics    | 2e tour (1/32)           | Damir Džumhur            | 3e tour (1/16)  | John Isner        | 1er tour (1/64) | Nick Kyrgios   |
| 2019  | 2e tour (1/32)   | Fernando Verdasco   | 2e tour (1/32)           | J.-L. Struff             | 1er tour (1/64) | J.-L. Struff      | 1er tour (1/64) | A. Zverev      |
| 2020  | —                | —                   | 2e tour (1/32)           | Taylor Fritz             | Annulé          | Annulé            | 1er tour (1/64) | Norbert Gombos |
| 2021  | 3e tour (1/16)   | Casper Ruud         | 1er tour (1/64)          | Federico Delbonis        | 1er tour (1/64) | James Duckworth   | 1er tour (1/64) | Alexei Popyrin |
| 2022  | 3e tour (1/16)   | Alexander Zverev    | Q2                       | Jason Kubler             | 1er tour (1/64) | David Goffin      | Q1              | Yuki Bhambri   |
| 2023  | Q1               | Brandon Holt        | 2e tour (1/32)           | Karen Khachanov          | 1er tour (1/64) | Denis Shapovalov  | 1er tour (1/64) | Jack Draper    |
| 2024  | Q1               | Stefano Napolitano  | Q2                       | Mathias Bourgue          | 1er tour (1/64) | Hubert Hurkacz    | 1er tour (1/64) | Novak Djokovic |
| 2025  | Q1               | Sho Shimabukuro     | —                        | —                        | —               | —                 |                 |                |

N.B. : à droite du résultat se trouve le nom de l'ultime adversaire.

### En double
| Année | Open d'Australie                                                                            | Open d'Australie                                                                      | Internationaux de France                                                               | Internationaux de France                                                                   | Wimbledon                                                                               | Wimbledon | US Open | US Open |
| ----- | ------------------------------------------------------------------------------------------- | ------------------------------------------------------------------------------------- | -------------------------------------------------------------------------------------- | ------------------------------------------------------------------------------------------ | --------------------------------------------------------------------------------------- | --------- | ------- | ------- |
| 2015  | —                                                                                           | —                                                                                     | 1/4 de finale Lukáš Rosol \|\| style="text-align:left;" \| S. Bolelli F. Fognini       | 1er tour (1/32) M. Kukushkin \|\| style="text-align:left;" \| M. Fyrstenberg S. González   | 1er tour (1/32) J. Tipsarević \|\| style="text-align:left;" \| A. Bury D. Istomin       |           |         |         |
| 2016  | 1er tour (1/32) Chung Hyeon \|\| style="text-align:left;" \| Pablo Andújar P. Carreño Busta | —                                                                                     | —                                                                                      | —                                                                                          | —                                                                                       | —         | —       |         |
| 2017  | —                                                                                           | —                                                                                     | 1er tour (1/32) Chung Hyeon \|\| style="text-align:left;" \| Scott Lipsky Leander Paes | —                                                                                          | —                                                                                       | —         | —       |         |
| 2018  | 1/8 de finale Chung Hyeon \|\| Forfait                                                      | —                                                                                     | —                                                                                      | 1er tour (1/32) M. Jaziri \|\| style="text-align:left;" \| Divij Sharan Artem Sitak        | 1/2 finale M. Jaziri \|\| style="text-align:left;" \| Łukasz Kubot Marcelo Melo         |           |         |         |
| 2019  | 1/8 de finale M. Jaziri \|\| style="text-align:left;" \| Henri Kontinen John Peers          | 1er tour (1/32) M. Jaziri \|\| style="text-align:left;" \| M. Kukushkin Joran Vliegen | 1er tour (1/32) M. Jaziri \|\| style="text-align:left;" \| Rajeev Ram Joe Salisbury    | 2e tour (1/16) M. Jaziri \|\| style="text-align:left;" \| Jérémy Chardy Fabrice Martin     |                                                                                         |           |         |         |
| 2020  | —                                                                                           | —                                                                                     | 1er tour (1/32) N. Basilashvili \|\| style="text-align:left;" \| L. Mayer Guido Pella  | Annulé                                                                                     | Annulé                                                                                  | —         | —       |         |
| 2021  | 2e tour (1/16) Daniel Evans \|\| style="text-align:left;" \| Marcelo Melo Horia Tecău       | —                                                                                     | —                                                                                      | 1er tour (1/32) N. Basilashvili \|\| style="text-align:left;" \| M. Fucsovics S. Travaglia | —                                                                                       | —         |         |         |
| 2022  | —                                                                                           | —                                                                                     | —                                                                                      | —                                                                                          | 1/8 de finale N. Basilashvili \|\| style="text-align:left;" \| J. S. Cabal Robert Farah | —         | —       |         |

N.B. : le nom du partenaire se trouve sous le résultat ; le nom des ultimes adversaires se trouve à droite.

## Parcours dans lesMasters 1000
| Année | Indian Wells          | Miami              | Monte-Carlo         | Madrid               | Rome               | Canada           | Cincinnati             | Shanghai                 | Paris                    |
| ----- | --------------------- | ------------------ | ------------------- | -------------------- | ------------------ | ---------------- | ---------------------- | ------------------------ | ------------------------ |
| 2017  | 1er tour J. Chardy    | 1er tour A. Seppi  | —                   | —                    | —                  | —                | —                      | —                        | —                        |
| 2018  | 1er tour S. Tsitsipás | 2e tour S. Querrey | —                   | —                    | —                  | —                | —                      | —                        | —                        |
| 2019  | 3e tour K. Edmund     | 2e tour R. Federer | 2e tour D. Medvedev | 1er tour F. Verdasco | 2e tour F. Fognini | 2e tour G. Pella | 2e tour D. Schwartzman | 1er tour N. Basilashvili | 1/8 de finale G. Monfils |
| 2020  | n.o.                  | n.o.               | n.o.                | n.o.                 | —                  | n.o.             | —                      | n.o.                     | 2e tour A. Rublev        |
| 2021  | —                     | 1er tour S. Korda  | —                   | —                    | —                  | —                | —                      | n.o.                     | —                        |
|       |                       |                    |                     |                      |                    |                  |                        |                          |                          |
| 2023  | 2e tour A. Murray     | —                  | —                   | —                    | —                  | —                | —                      | —                        | —                        |

N.B. : sous le résultat se trouve le nom de l’ultime adversaire.

## Classements ATP en fin de saison
| Année          | 2006 | 2007 | 2008 | 2009 | 2010 | 2011 | 2012 | 2013 | 2014 | 2015 | 2016 | 2017 | 2018 | 2019 | 2020 | 2021 | 2022 | 2023 |
| Rang en simple | –    | 1027 | 933  | 715  | 490  | 281  | 224  | 168  | 169  | 121  | 97   | 87   | 99   | 46   | 93   | 125  | 106  | 131  |
| Rang en double | 1439 | 1381 | 685  | 534  | 483  | 264  | 239  | 196  | 125  | 75   | 649  | 209  | 67   | 101  | 125  | 163  | 832  | 870  |

Source : (en) Classements de Radu Albot sur le site officiel de la Fédération internationale de tennis